# Orbán Irma
Orbán Irma (Szováta, 1933. március 9. –) erdélyi magyar képzőművész.

## Életútja, munkássága
Kolozsvárt művészeti középiskolát végzett (1952), a Ion Andreescu Képzőművészeti Főiskolán szerzett oklevelet (1958). Marosvásárhelyen a Állami Székely Népi Együttes, későbbi nevén  Maros Művészegyüttes díszlet- és kosztümtervezője (1958-75), majd a Tricotex kisipari szövetkezet keretében modelltervező (1976-79). Munkáival kiállításokon Bukarestben, Marosvásárhelyen, Kolozsvárt és Székelyudvarhelyen szerepelt (1956-84).

## Munkássága
Munkáinak reprodukciói Marosvásárhelyen a Vörös Zászló, Vatra, Steaua, Igaz Szó, Kolozsvárt az Utunk, Bukarestben az Előre, A Hét, Művelődés, Ifjúmunkás, Csíkszeredában a Hargita hasábjain jelentek meg. Férfi- és női viseletterveit és leírásait a marosvásárhelyi Népi Alkotások Háza koreográfiai kiadványai, így Domokos István Felcsíki táncok (1964), Horváth Margit Jobbágytelki táncok (1965) és Lőrincz Lajos Tánccsokor (1970) című táncjáték-kötetei közölték.

## Díjak, elismerések
Bár több helyen (így a Romániai magyar irodalmi lexikonban is) megjelent, hogy az EMKE Vámszer Géza-díját kapta, ám ez tévedés: a díjat a szintén 1933-ban született és szintén marosvásárhelyi Orbán Irén kapta 1992-ben varrott faliszőnyegei révén a népművészeti hagyományok ápolása terén végzett munkájáért.